# BMW 309
BMW 309 är en personbil, tillverkad av den tyska biltillverkaren BMW mellan 1934 och 1936.
I februari 1934 introducerades BMW 309, en fyrcylindrig version av 303-modellen. Motorn var en större version än i företrädaren 3/20 PS, för att kompensera för en högre vikt. Sedan tillverkningen upphört 1936 skulle det dröja ett kvarts sekel, innan BMW byggde en fyrcylindrig bil igen.

## Motor
| Modell | Motor              | Cylindervolym | Effekt | Bränslesystem |
| ------ | ------------------ | ------------- | ------ | ------------- |
| 309    | 4-cyl radmotor ohv | 845 cm³       | 22 hk  | Förgasare     |